# Sonja Henie
Sonja Henie (Oslo, 8 april 1912 - op een vlucht tussen Parijs en Oslo, 12 oktober 1969) was een kunstschaatsster en filmactrice uit Noorwegen.
Henie nam viermaal deel aan de Olympische Winterspelen (in 1924, 1928, 1932 en 1936). 
Bij haar olympisch debuut was ze elf jaar oud. Tijdens de vrije kür van die wedstrijd moest Henie meerdere malen naar de kant, om haar coach te vragen wat ze vervolgens moest doen. Op de drie volgende Winterspelen van 1928, 1932 en 1936 werd ze olympisch kampioene. Ze is daarmee de enige vrouw die dit resultaat solo boekte. De Zweed Gillis Grafström (1920-1928) was haar bij de mannen voorgegaan en de Russische paarrijdster Irina Rodnina (1972-1980) volgde haar met deze prestatie.    
Ze werd tien keer wereldkampioene (1927-1936), zes keer Europees kampioene (1931-1936). Na het wereldkampioenschap van 1936 werd ze professional. Ze trad veel in ijsshows op en speelde in verschillende Hollywoodspeelfilms, zoals de kaskrakers Thin Ice en Sun Valley Serenade.
In 1934 opende Henie de eerste kunstijsbaan in Nederland, aan de Linnaeusparkweg in Amsterdam. Een van de toeschouwers was de negenjarige Annie Verlee, die enthousiast werd voor deze nieuwe sport en in de jaren '50 de jeugdige talentjes Joan Haanappel en Sjoukje Dijkstra zou trainen.
Henie trouwde drie keer, twee keer met een Amerikaan en de derde keer met een Noor. Met deze laatste keerde ze terug naar haar vaderland. Ze overleed in 1969 aan leukemie aan boord van een vliegtuig tijdens een vlucht van Parijs naar Oslo.

## Belangrijke resultaten
Bij het paarrijden met partner Arne Lie
| Kampioenschap          | 1924 | 1925 | 1926   | 1927 | 1928 | 1929 | 1930 | 1931 | 1932 | 1933 | 1934 | 1935 | 1936 |
| ---------------------- | ---- | ---- | ------ | ---- | ---- | ---- | ---- | ---- | ---- | ---- | ---- | ---- | ---- |
| Olympische Spelen      | 8e   |      |        |      | Goud |      |      |      | Goud |      |      |      | Goud |
| WK vrouwen             | 5e   |      | Zilver | Goud | Goud | Goud | Goud | Goud | Goud | Goud | Goud | Goud | Goud |
| WK paren               |      |      | 5e     |      |      |      |      |      |      |      |      |      |      |
| Europees Kampioenschap |      |      |        |      |      |      |      | Goud | Goud | Goud | Goud | Goud | Goud |

## Filmografie
- Bibsys: 90199141
- Biblioteca Nacional de España: XX5578278
- Bibliothèque nationale de France: cb14683362h (data)
- Gemeinsame Normdatei: 119172127
- International Standard Name Identifier: 0000 0000 5521 7005
- KulturNav: 63c8d690-6e0d-456c-b472-f3c9b844dc80
- Library of Congress Control Number: n84165394
- Nationale Bibliotheek van Letland: 000350436
- National Archives and Records Administration: 10568650
- Nationale Bibliotheek van Tsjechië: xx0023013
- Nationale Bibliotheek van Israël: 987007432463805171
- Nederlandse Thesaurus van Auteursnamen: 113723563
- RKD-Nederlands Instituut voor Kunstgeschiedenis: 355563
- SNAC: w6xp75rp
- Système universitaire de documentation: 079861504
- Trove: 1578743
- Virtual International Authority File: 64269704
- WorldCat: E39PBJj8Pf8j6CxqJhKVdXFYfq

1908: Madge Syers ·
1920: Magda Julin ·
1924: Herma Plank-Szabo ·
1928: Sonja Henie ·
1932: Sonja Henie ·
1936: Sonja Henie ·
1948: Barbara Ann Scott ·
1952: Jeannette Altwegg ·
1956: Tenley Albright ·
1960: Carol Heiss ·
1964: Sjoukje Dijkstra ·
1968: Peggy Fleming ·
1972: Beatrix Schuba ·
1976: Dorothy Hamill ·
1980: Anett Pötzsch ·
1984: Katarina Witt ·
1988: Katarina Witt ·
1992: Kristi Yamaguchi ·
1994: Oksana Bajoel ·
1998: Tara Lipinski ·
2002: Sarah Hughes ·
2006: Shizuka Arakawa ·
2010: Kim Yuna ·
2014: Adelina Sotnikova ·
2018: Alina Zagitova ·
2022: Anna Sjtsjerbakova